# Hilf al-fudul
Ḥilf al-fuḍūl (in arabo حلف الفضول‎?, ossia "Alleanza dei virtuosi") è il nome che fu dato a un patto sottoscritto a Mecca alla fine del VI secolo fra alcuni rappresentanti di vari clan della tribù araba dei Quraysh.
Dal momento che ad esso prese parte un giovane Maometto, forse non ancora ventenne, il patto ha acquistato una grande valenza etica nel pensiero islamico.
Esso fu motivato dalla estrema precarietà dei commerci transarabici che percorrevano lungo la direttrice Nord-Sud l'intera Penisola araba, sottomessi a razzie e ad angherie continue che finivano con l'andare sempre a vantaggio dei mercanti più potenti e a detrimento dei più deboli. 

Un esempio che precedette di poco l'alleanza fu la guerra di Fijar.

## Retroterra culturale
Negli anni che precedettero l'accordo, i Quraysh furono coinvolti di frequente in vari conflitti. La guerra era lo strumento normale per risolvere tali questioni. I Quraysh dovevano la loro sopravvivenza e le loro fortune economiche ai commerci con lo Yemen, la Siria e, in misura minore, l'Egitto e l'Abissinia ed erano diventati valorosi guerrieri per la evidente necessità di difendere se stessi e le loro merci dai frequenti attacchi dei beduini che predavano chi passava dai loro territori, visto lo stato precario della loro economia, quasi esclusivamente di pura sussistenza.
A seguito dell'increscioso episodio che aveva scatenato la cosiddetta guerra di Fijar - in cui si era giunti a violare la sacertà dei "mesi sacri", che costituivano un ottimo incentivo per commerci relativamente sicuri - i Quraysh capirono che la precarietà della loro condizione avrebbe portato facilmente al collasso del prestigio di Mecca e della sua economia, in mancanza di regole certe e dell'amministrazione della "giustizia" in grado di sanzionare i predoni e chiunque avesse ostacolato il relativamente libero flusso dei beni lungo le vie carovaniere della Penisola araba. 

### L'episodio del mercante yemenita
Un commerciante yemenita di Zabid aveva venduto merci a un componente di spicco del clan coreiscita dei Banu Sahm. Costui prese possesso delle merci ma rifiutò prepotentemente di corrispondere la cifra pattuita, ben sapendo che lo Yemenita non aveva chi potesse sostenere i suoi buoni diritti in terra d'Hijaz. Il commerciante tuttavia, anziché rassegnarsi alla prepotenza subita. si appellò ai Quraysh per vedersi riconoscere i propri diritti.
Per tutta risposta fu convocata un'assemblea nell'abitazione del Meccano ʿAbd Allāh b. Judʿān. Alla riunione vari capi clan chiesero che:
- si rispettassero i diritti alla giustizia, e che
- s'intervenisse collettivamente nei conflitti di tal genere per ristabilire l'equità nelle transazioni.[3]

Per rendere il patto cogente e sacralizzato, i membri si recarono alla Kaʿba e attinsero l'acqua del pozzo di Zemzem bagnandoci la Pietra Nera. Dopodiché ogni partecipante la bevve. Quindi sollevarono la mano destra sulle loro teste per mostrare che si voleva agire congiuntamente a tal fine. Il patto sarebbe stato scritto e collocato all'interno della Kaʿba, per porlo sotto la protezione del dio Hubal.
Tra quanti parteciparono alla riunione e sottoscrissero l'accordo vi fu anche il futuro profeta Maometto, non più che ventenne (ma forse  più giovante di 2 o 4 anni). Più tardi, una volta annunciato l'Islam, il Profeta rivendicò con orgoglio quella sua partecipazione e la validità del patto, senza dare peso al fatto che esso fosse stato sottoscritto da non-musulmani. Si dice che anche Abū Bakr, poco più giovane di Maometto, avesse preso parte alla cerimonia. Tale presunzione è basata sul fatto che la casa di ʿAbd Allāh b. Jaʿdān fosse stata di proprietà di un componente dello stesso clan del futuro primo Califfo, a lui legato da vincoli parentali e di affari. Tra i clan che parteciparono vanno ricordati i Banu Hashim, i Banu Zuhra e i Banu Taym. Non erano invece presenti i Banu Nawfal e neppure i potenti Banu Umayya.
Un motivo per la sottoscrizione del patto fu la volontà di alcuni mercanti, normalmente discriminati dall'oligarchia meccana, di incoraggiare i commerci con gli yemeniti, che erano volutamente tenuti lontano dal Hijaz per timore di una concorrenza certamente assai pericolosa per i maggiorenti di Mecca, che operano per svalutarne il portato.

## Retaggio
al-Husayn ibn 'Ali, minacciato una volta, in epoca omayyade, dal governatore di Medina, in quanto il nipote del Profeta pensava di aver subito un provvedimento ingiusto, obiettò che avrebbe sottoposto il caso ai membri dei clan che avevano a suo tempo sottoscritto l'Ḥilf al-fuḍūl.